# 永昌州 (四川)
永昌州，中国元朝时设置的州。
唐朝天宝末年，南诏置会川都督。蒙氏改为会同府，将张、王、李、赵、杨、周、高、段、何、苏、龚、尹十二姓迁到此地，以赵氏为府主。赵氏衰弱，王氏占据。蒙古帝国灭大理国，元世祖至元十七年（1280年）置永昌州，属云南行省会川路。治所在故归依城（今四川省会理县西北五里老街乡）。明太祖洪武十五年（1382年）明朝改永昌州为永昌县。洪武二十四年（1391年）复改为永昌州，洪武二十七年（1394年）废永昌州。